# 부계전도
부계전도(釜溪全圖)는 1900년 모산 유원성(帽山 柳遠聲, 1851~1945)이 진주유씨 문중의 산소를 표기하기 위해 안산 부곡 일대(現 대한민국 안산시 상록구 부곡동237)를 부감법(俯瞰法)을 사용해 그린 지도이다. 2014년 5월 9일 경기도의 문화재자료 제175호로 지정되었다.

## 개요
부계전도(釜溪全圖)는 1900년 모산 유원성(帽山 柳遠聲, 1851~1945)이 진주유씨 문중의 산소를 표기하기 위해 안산 부곡 일대(現 상록구 부곡동237)를 부감법(俯瞰法)을 사용해 그린 지도이다. 부계전도를 살펴보면 분묘가 있는 곳은 붉은 점을 찍어 표시하고, 땅은 자신의 것과 타인 소유를 글씨를 적어 표시하였다. 또한 중요 지점에 대해서는 한자로 지명을 명기하였다. 지형도 위에는 후손들에게 부곡동의 토지와 산소를 철저하게 수호하도록 염원하는 발문이 적혀 있으며, 제작한 연기와 작자가 정확히 명기되어 있다.「부계전도」는 1900년대 안산 부곡 지역의 지형·산세·지명 등이 상세하게 세필로 기록되어 있어, 당시 부곡 지방의 지형 구조가 현재 어떻게 변모되었는가를 비교해 볼 수 있는 유일한 작품으로 가치가 있다.

## 참고 문헌
- 부계전도 - 국가유산청 국가유산포털